# 286.ª División de Seguridad (Alemania)
La 286.ª División de Seguridad (en alemán: 286. Sicherungs-Division) fue una división de seguridad en la retaguardia de la Wehrmacht durante la Segunda Guerra Mundial. La unidad fue desplegada en áreas ocupadas por los alemanes de la Unión Soviética, en la Zona de Retaguardia del Grupo de Ejércitos Centro. Fue responsable de crímenes de guerra y atrocidades a gran escala, incluida la muerte de miles de civiles soviéticos.

## Historial de operaciones
La 286.ª División de Seguridad se formó el 15 de marzo de 1941 en con elementos de la 213.ª División de Infantería, inicialmente con un regimiento de infantería (el 354.º). En 1942, se incorporaron otros dos Regimientos de Seguridad, el 61.º (con personal del Landesschützen-Regiment 61) y el 122.º. Varias unidades estuvieron subordinadas a la división durante su existencia, incluidos batallones de tropas rusas y desde febrero de 1944 el 638.º Regimiento de Granaderos, formado por voluntarios franceses, del LVF.
Durante este período la división fue asignada al 4.º Ejército, donde realizó labores de ocupación, explotación económica y seguridad en las zonas de retaguardia. Participó en operaciones de castigo contra la población local: estas acciones se llevaron a cabo con extrema brutalidad (en total, Bielorrusia perdió hasta una cuarta parte de su población durante la ocupación alemana). Un acusado en uno de los juicios por crímenes de guerra, Paul Eick, declaró que se había propuesto crear y luego liquidar un gueto en la ciudad de Orsha bajo el mando de la división.
En junio de 1944, el 4.º Ejército fue rodeado por fuerzas soviéticas durante la liberación de la República Socialista Soviética de Bielorrusia, la Operación Bagration. La 286.ª División de Seguridad fue destruida en las cercanías de Orsha. Sus restos se reorganizaron a finales de ese año en Memel como la 286.ª División de Infantería, asignada al 3.er Ejército Panzer; fue nuevamente destruida en Neukuhren durante las batallas en Samland hacia el final de la guerra.

## Comandantes
- Generalleutnant Kurt Müller
- Generalleutnant Johann-Georg Richert (15 de junio de 1942)
- Generalleutnant Hans Oschmann (1 de noviembre de 1943)
- Generalleutnant Friedrich-Georg Eberhardt (5 de agosto de 1944)